# ويلهلم أوت
ويلهلم أوت (بالألمانية: Wilhelm Ott)‏ هو سياسي ألماني، ولد في 12 أبريل 1886 في ألمانيا، وتوفي في 6 يناير 1969 في ألمانيا. انتخب عمدة.